# Hirudisoma trivittatum
Hirudisoma trivittatum är en mångfotingart som beskrevs av Karl Wilhelm Verhoeff 1930. Hirudisoma trivittatum ingår i släktet Hirudisoma och familjen Hirudisomatidae. Inga underarter finns listade i Catalogue of Life.